# 20212 Ekbaltouma
20212 Ekbaltouma è un asteroide della fascia principale. Scoperto nel 1997, presenta un'orbita caratterizzata da un semiasse maggiore pari a 3,0348678 UA e da un'eccentricità di 0,0703240, inclinata di 8,29432° rispetto all'eclittica.